# Статуя графа Дербі (Парламентська площа)
Статуя графа Дербі — скульптура державного діяча та тричі прем'єр-міністра Сполученого Королівства Едварда Сміта-Стенлі, 14-го графа Дербі, розташована на Парламентській площі в Лондоні, Англія. Скульптором виступив Меттью Нобл, а статуя, що має статус пам'ятки архітектури II ступеня, була урочисто відкрита 11 липня 1874 року.

Церемонію відкриття провів прем'єр-міністр Бенджамін Дізраелі. Серед присутніх були син Дербі — Едвард Стенлі, 15-й граф Дербі, Чарльз Гордон-Леннокс, 6-й герцог Річмондський, Г’ю Кернс, 1-й граф Кернс, Генрі Лідделл, 1-й граф Равенсворт, численні члени парламенту та «велика кількість дам». Завершуючи свою промову після відкриття, Дізраелі сказав:
Ми спорудили цю статую йому не лише як пам'ятник, а як приклад; не лише щоб увічнити, а щоб надихати.
Чотири сторони гранітного постаменту прикрашені бронзовими рельєфами, що зображують Дербі під час виступу в Палаті громад у дебатах щодо рабства, на засіданні кабінету міністрів, на зібранні Комітету допомоги Ланкаширу та під час інавгурації на посаді канцлера Оксфордського університету.